# Clitómides
En la mitología griega, Clitómides (Κλυτομήδης) fue uno de los hijos de Énope de Etolia. El rey Néstor de Pilos una vez derrotó a Clitómides en el boxeo. Clitómides aparece en la Ilíada, en donde Néstor recuerda sus logros juveniles: "... derroté a Clitómides en manos de Inópides".
1. ↑  Rapsodia Ps, verso 634, traducción por Iákovos Polylás